# Nikita Kirillowitsch Dwuretschenski
Nikita Kirillowitsch Dwuretschenski (russisch Никита Кириллович Двуреченский; * 30. Juli 1991 in Lipezk, Russische SFSR) ist ein russischer Eishockeyspieler, der seit 2019 beim HK Schachzjor Salihorsk in der belarussischen Extraliga unter Vertrag steht. Sein Vater Kirill war ebenfalls ein professioneller Eishockeyspieler.

## Karriere
Nikita Dwuretschenski begann seine Karriere als Eishockeyspieler in der Nachwuchsabteilung des HK Dynamo Moskau, für dessen zweite Mannschaft er von 2007 bis 2009 in der drittklassigen Perwaja Liga aktiv war. In der Saison 2009/10 gab der Flügelspieler sein Debüt für den HK Dynamo in der Kontinentalen Hockey-Liga. In seinem Rookiejahr erzielte er in 14 KHL-Spielen ein Tor und gab eine weitere Vorlage. Die gesamte restliche Spielzeit verbrachte er bei Dynamos Juniorenmannschaft, für die er in der multinationalen Nachwuchsliga Molodjoschnaja Chokkeinaja Liga in 49 Spielen 42 Scorerpunkte erzielte.
Nachdem der HK Dynamo Moskau im Sommer 2010 mit dem HK MWD Balaschicha zum OHK Dynamo fusionierte, erhielt Dwuretschenski einen Vertrag für das neue KHL-Team, für das er in der Saison 2010/11 jedoch nur sporadisch zum Einsatz kam. Zur Saison 2011/12 wechselte der Russe innerhalb der KHL zu Witjas Tschechow.
Am 5. Juli 2013 gab Witjas Dwuretschenski an den HK Sibir Nowosibirsk ab und erhielt im Gegenzug Dmitri Schitikow. Vier Monate später wurde er im Tausch gegen ein Wahlrecht für den KHL Junior Draft 2014 an Torpedo Nischni Nowgorod abgegeben. Bei Torpedo spielte Dwuretschenski bis zum Ende der Saison 2016/17, konnte sich aber nie vollständig im Profikader des Klubs etablieren. Nach Auslaufen seines Vertrages im Sommer 2016 wechselte er daher zu Neftechimik Nischnekamsk, ehe er im Oktober des gleichen Jahres im Tausch gegen Igor Bortnikow an den HK Jugra Chanty-Mansijsk abgegeben wurde.

### International
Für Russland nahm Dwuretschenski an der U18-Junioren-Weltmeisterschaft 2009 sowie der U20-Junioren-Weltmeisterschaft 2011 teil. Bei der U18-WM 2009 wurde er mit seiner Mannschaft Vizeweltmeister, während er bei der U20-WM 2011 als Assistenzkapitän mit seiner Mannschaft die Goldmedaille gewann. In sieben Spielen konnte er mit je drei Toren und Vorlagen zum Titelgewinn beitragen. Im Finale gegen Kanada erzielte er 76 Sekunden vor Ablauf der regulären Spielzeit die Vorentscheidung und zugleich den 5:3-Endstand.

## Erfolge und Auszeichnungen
- 2009 Silbermedaille bei der U18-Junioren-Weltmeisterschaft
- 2011 Goldmedaille bei der U20-Junioren-Weltmeisterschaft
- 2018 Meister der Wysschaja Hockey-Liga mit dem HK Dynamo Sankt Petersburg
- 2019 Meister der 1. Liga mit dem HK Dukla Michalovce

## KHL-Statistik
(Stand: Ende der Saison 2016/17)